# 兰斯福德 (北达科他州)
兰斯福德（英語：Lansford），是美国北达科他州下属的一座城市。根据2010年美国人口普查，该市有人口245人。2011年估计该市有人口245人，相对于2010年，增长率为0.00%。